# Загебах
Загебах (нем. Sagebach) — река в Германии, протекает по земле Северный Рейн-Вестфалия. Правый приток реки Беке.
Загебах берёт начало южнее деревни Кемпен. Течёт в южном направлении. Впадает в Беке в центре коммуны Альтенбекен. Общая длина реки 4,5 км. Высота истока составляет 356 м, высота устья — 241 м.
Система водного объекта: Беке → Маринло → Липпе.